# Гекшервілл (Пенсільванія)
Гекшервілл (англ. Heckscherville) — переписна місцевість (CDP) в США, в окрузі Скайлкілл штату Пенсільванія. Населення — 196 осіб (2020).

## Географія
Гекшервілл розташований за координатами 40°43′16″ пн. ш. 76°16′1″ зх. д. / 40.72111° пн. ш. 76.26694° зх. д. (40.721041, -76.266860).  За даними Бюро перепису населення США в 2010 році переписна місцевість мала площу 0,86 км², уся площа — суходіл.

## Демографія
Згідно з переписом 2010 року, у переписній місцевості мешкало 220 осіб у 95 домогосподарствах у складі 61 родини. Густота населення становила 256 осіб/км².  Було 105 помешкань (122/км²).
Расовий склад населення:
| - 99,1 % — білих |

До двох чи більше рас належало 0,9 %. Частка іспаномовних становила 0,0 % від усіх жителів.
За віковим діапазоном населення розподілялося таким чином: 18,6 % — особи молодші 18 років, 60,0 % — особи у віці 18—64 років, 21,4 % — особи у віці 65 років та старші. Медіана віку мешканця становила 43,9 року. На 100 осіб жіночої статі у переписній місцевості припадало 111,5 чоловіків;  на 100 жінок у віці від 18 років та старших — 103,4 чоловіків також старших 18 років.
Середній дохід на одне домашнє господарство  становив 51 733 долари США (медіана — 58 333), а середній дохід на одну сім'ю — 64 108 доларів (медіана — 59 583). За межею бідності перебувало 8,0 % осіб, у тому числі 0,0 % дітей у віці до 18 років та 26,3 % осіб у віці 65 років та старших.
Цивільне працевлаштоване населення становило 58 осіб. Основні галузі зайнятості: виробництво — 29,3 %, роздрібна торгівля — 27,6 %, освіта, охорона здоров'я та соціальна допомога — 10,3 %, сільське господарство, лісництво, риболовля — 8,6 %.